# 알래스카반도

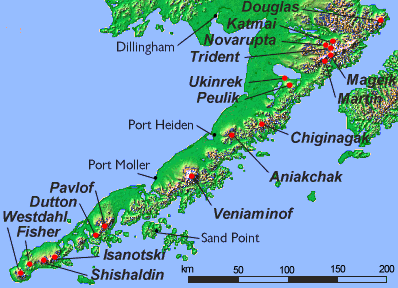
알래스카반도의 화산

알래스카반도(Alaska Peninsula)는 알래스카주 남쪽으로 800 km가량 뻗어 있는 반도로, 알류샨 열도로 이어진다. 태평양과 베링해의 브리스틀만을 나눈다.
알래스카반도를 따라 뻗어 있는 알류산산맥을 따라 여러 화산이 발달해 있다. 태평양판 밑으로 북아메리카판이 파고들면서 활발한 조산 운동이 벌어지고 있다. 반도의 북쪽은 상대적으로 평평하다.
반도 북쪽의 브리스톨만 쪽은 탁하고 조수 간만의 차가 큰 데 반해, 남쪽의 태평양 쪽은 깊고 맑으며 간만의 차가 적다.